# Dobrý voják Svejk (film, 1926)
Pour les articles homonymes, voir Dobrý voják Svejk.
Pour plus de détails, voir Fiche technique et Distribution.
Dobrý voják Svejk (littéralement : Le Bon Soldat Švejk) est un film muet tchécoslovaque réalisé par Karel Lamač, sorti en 1926.
Cette comédie satirique, dans laquelle le personnage principal — Švejk — est interprété par Karel Noll est basée sur le célèbre livre Osudy dobrého vojáka Švejka za světové války (littéralement Le Destin du bon soldat Švejk pendant la Grande Guerre), roman inachevé de l'écrivain tchécoslovaque Jaroslav Hašek (1883-1923), publié en quatre tomes de 1921 à 1923, et traduit en français sous le titre Les Aventures du brave soldat Švejk (Gallimard, 1932). Le réalisateur Karel Lamač, également acteur, y interprète un double rôle : l'aubergiste Palivec et le lieutenant Jindřich Lukáš.
Il s'agit de la première adaptation au cinéma du roman de Jaroslav Hašek, décédé trois ans plus tôt, avant d'avoir pu achever son œuvre. Trois autres films muets ont été réalisés avec Karel Noll dans le rôle de Švejk : Švejk au front (1926), lui aussi réalisé par Karel Lamač, Švejk en captivité russe (1926), réalisé par Svatopluk Innemann et Švejk en civil (1927), réalisé par Gustav Machatý, d'après une histoire originale de Karel Vaňek (cs). En 1930, un montage conjoint des trois premiers films (Le Bon Soldat Švejk, Švejk au front et Švejk en captivité russe) a été créé sous le titre Le Destin du bon soldat Švejk.
Dans les années 1950, Karel Steklý a réalisé une nouvelle adaptation du roman de Jaroslav Hašek, sortie en 1957, ainsi qu'une suite, sortie l'année suivante sous le titre Poslušně hlásím.

## Fiche technique
- Titre : Dobrý voják Svejk
- Réalisation :	Karel Lamač
- Scénario : Václav Wasserman (cs), Václav Spilar, d'après le roman de Jaroslav Hašek
- Photographie : Otto Heller
- Montage : Miroslav Hájek
- Musique :
- Direction artistique : Vilém Rittershain (cs)
- Décors :
- Costumes :
- Producteur :
- Société de production : Gloriafilm
- Société de distribution :
- Pays d'origine :  Tchécoslovaquie
- Langue de tournage : Tchèque
- Format : Noir et blanc — 35 mm — 1,33:1 — Muet
- Genre : Comédie
- Durée :
- Dates de sortie :
  -  Tchécoslovaquie : 12 février 1926
  -  Danemark : 6 août 1930
  -  Suède : 20 novembre 1931

## Distribution
- Karel Noll : Josef Švejk
- Antonie Nedošinska (cs) : Mme Müllerová, la logeuse de Švejk
- Karel Lamač : l'aubergiste Palivec / le lieutenant Jindřich Lukáš
- Betty Kysilková (cs) : Palivcová, la femme de l'aubergiste
- Jan W. Speerger (cs) :  le détective Bretschneider / le cuisinier de Jurajda / le meurtrier en garde à vue
- Ella Nollová (cs) : la femme de ménage avec un chien / la logeuse russe
- Slávka Tauberová (cs) : la maîtresse du colonel Lukás
- Vladimir Majer : le colonel Kraus von Zillergut
- Josef Oliak : MD Grünstein / l'officier de l'hôpital
- Bronislava Livia : Mme Wendler / Kakony
- Josef Šváb-Malostranský (cs) : M. Wendler
- Theodor Pištěk : le dictionnaire fou d'Otto / Baloun / le curé de campagne Katz
- Jaroslav Marvan (cs) : l'officier
- Henri Plachta (cs) : un garde militaire

## Crédit d'auteurs
- (cs) Cet article est partiellement ou en totalité issu de l’article de Wikipédia en tchèque intitulé « Dobrý voják Švejk (film, 1926) » (voir la liste des auteurs).